# Famille Coustou
Cette page explique l’histoire ou répertorie les différents membres de la famille Coustou.
La famille Coustou est une famille de sculpteurs sur bois à Lyon, puis sculpteurs sur pierre, à Paris et pour le château de Versailles, surtout illustre aux XVIIe  et  XVIIIe siècles.

## Généalogie simplifiée
- François Coustou (mort vers 1690), maître sculpteur à Lyon, marié à Lyon, en 1655, avec Claudine Coysevox (1638- ), fille de Pierre Coysevox, né à Dampierre-sur-le-Doubs, menuisier et sculpteur sur bois, sœur d'Antoine Coysevox (1640-1720),
  - Françoise Coustou (1656- ),
  - Nicolas Coustou (1658-1733), sculpteur, marié en 1690 avec Suzanne-Agnès Houasse (1674-1719)[1], fille du peintre décorateur René-Antoine Houasse,
  - Catherine Coustou (1662-),
  - Élisabeth Coustou (Lyon, 1664-Paris, 1733), mariée le 26 février 1685 avec Guillaume Hulot (1652-après 1722), fils de Jacques Hulot, maître sculpteur à Paris, et de Marguerite Toret[2],
    - Antoine Hulot (1685- )

  - Éléonore Coustou (Lyon, 1671-Paris, 1727), mariée en 1693 avec François-Alexis Francin, né à Rennes, sculpteur, dont :
    - Claude-Clair Francin (Strasbourg, 1703-Bourg-le-Reine, 1773), sculpteur, marié en 1740 avec Angélique Lepautre (vers 1721-Paris, 1793), fille de Pierre Lepautre (1659-1744), sculpteur, et de Marie-Hélène Pain,

  - Guillaume Coustou (Lyon, 1677-Paris, 1746)[3], sculpteur, auteur des Chevaux de Marly, marié en 1710 avec Geneviève Morel (1694-1734), fille de Claude Morel, écuyer de bouche de la dauphine, et d'Anne Masselin, dont :
    - Guillaume Coustou (fils) (1716-1777)[3], sculpteur,
    - Charles-Pierre Coustou (1721-1797)[4],[3], avocat et architecte, marié en 1758 avec Catherine Cochois (1735-1778), fille de Nicolas Cochois (1709-1765) et de Jeanne Soufflot (Irancy, 1714-Paris, 1787), sœur de Jacques-Germain Soufflot (1713-1780), dont :
      - Guillaume-Nicolas Coustou (1758-1825), correcteur des comptes,
      - Madeleine Coustou (1765-1795), mariée en 1782 avec Henri Auguste (1759-1816), orfèvre,
      - Élisabeth Coustou (1767- ), mariée en 1786 avec Louis Formé (1757- ), receveur des rentes du clergé, fils de Pierre-Louis Formé, procureur au parlement de Paris,

  - Jean Coustou (Lyon, 1680- ), sculpteur.